# The Red Shoes (film)
The Red Shoes (Nederlands: De rode schoentjes) is een Britse dramafilm uit 1948 onder regie van Michael Powell en Emeric Pressburger. De film gaat over een jonge ballerina die de hoofdrol krijgt in The Red Shoes, een nieuw ballet gebaseerd op het gelijknamig sprookje  van de Deense auteur Hans Christian Andersen. Dit balletstuk wordt gebracht als een verhaal in een verhaal.
Moira Shearer, Marius Goring en Anton Walbrook speelden in de hoofdrollen. Balletdansers Léonide Massine, Robert Helpmann en Ludmilla Tchérina vertolkten secundaire personages. Massine en Helpmann verzorgden ook de choreografie van de fictieve balletproductie. Jack Cardiff was verantwoordelijk voor de cinematografie, die zich kenmerkt door het gebruik van Technicolor.

## Verhaal
De veeleisende balletimpresario Boris Lermontov stoomt Victoria Page klaar voor een carrière als een beroemde ballerina. Zij wordt echter verliefd op de componist van het muziekstuk The Red Shoes en staat voor een moeilijke keuze: kiest ze voor de liefde of voor het ballet?

## Rolverdeling
| Acteur            | Personage         |
| ----------------- | ----------------- |
| Marius Goring     | Julian Craster    |
| Jean Short        | Terry             |
| Gordon Littmann   | Ike               |
| Julia Lang        | Balletliefhebster |
| Bill Shine        | Haar partner      |
| Léonide Massine   | Ljubov            |
| Anton Walbrook    | Boris Lermontov   |
| Austin Trevor     | Professor Palmer  |
| Esmond Knight     | Livy              |
| Eric Berry        | Dimitri           |
| Irene Browne      | Lady Neston       |
| Moira Shearer     | Victoria Page     |
| Ludmilla Tchérina | Boronskaja        |
| Jerry Verno       | Portier           |
| Robert Helpmann   | Ivan Boleslawsky  |